# Børge Schrøder og hustru Herta Finnerups Musiklegat
Børge Schrøder og hustru Herta Finnerups Musiklegat er et dansk legat, der uddeles til unge musikere inden for klassisk musik.